# Данило-Ивановка
Данило-Ивановка (укр. Данило-Іванівка) — село,
Новенский сельский совет,
Мелитопольский район,
Запорожская область,
Украина.
Код КОАТУУ — 2323081802. Население по переписи 2001 года составляло 746 человек.

## Географическое положение
Село Данило-Ивановка находится на берегу реки Тащенак (в основном на левом берегу), выше по течению на расстоянии в 2,5 км расположено село Новое, ниже по течению на расстоянии в 2 км расположено село Мирное (Акимовский район).
Рядом проходит автомобильная дорога М-18 (E 105).

## История
До революции на месте Данило-Ивановки существовал немецкий хутор, заложенный Иоганном Корнисом, однако к настоящему времени никаких построек от хутора не сохранилось.. На хуторе было развито скотоводство. Так, в 1834 году здесь насчитывалось 3500 голов испанских овец.
На карте 1858 года на месте Данило-Ивановки отмечено село Ивановка.
Во время Великой Отечественной войны село было освобождено в 1943 году.
Рядом с Данило-Ивановкой в послевоенные годы находилось село Павловка, которое позже было присоединено к Данило-Ивановке. В 1952 году село ещё не было подключено к электросети, и в Павловке стояла собственная ветряная электростанция, дававшая электричество насосу, который качал воду на ферму.
Данило-Ивановка была центром Данило-Ивановского сельского совета Мелитопольского района до 13 августа 1964 года, когда центр сельсовета был перенесён в посёлок Новое.
Данило-Ивановка входила в колхоз «Заря», центральная усадьба которого размещалась в посёлке Новом. Колхоз владел 7803 га сельскохозяйственных угодий, в том числе 6183 га пахотной земли, и специализировался на выращивании зерновых, бахчевых и кормовых культур, мясо-молочном животноводстве, также садоводстве, овощеводстве и овцеводстве.
После распада СССР инфраструктура села ремонтировалась недостаточно, что в 2000-е годы привело к неудовлетворительному качеству дорог, отсутствию освещения на улицах. Сельский клуб пришёл в аварийное состояние и был закрыт. Закрылся детский сад, и силами родителей проводились работы по его восстановлению.
В 2004 году в село был проведён водопровод. В 2009 Данило-Ивановка была газифицирована.

## Экономика
- «Дымура», ЧП.
- «Герон», ООО.

## Объекты социальной сферы
- Школа. Данило-Ивановская общеобразовательная школа I—III ступеней расположена по адресу ул. Ленина, 21а. В школе 11 классов, 102 ученика и 30 сотрудников. Директор Шляхтина Людмила Васильевна[13]. Начальная школа в Данило-Ивановке впервые открылась в 1927 году. Первой учительницей в ней была Анна Иосифовна Шовкопляс[14]. В настоящее время профилем школы является украинский язык[13]. На районных олимпиадах наиболее высоких результатов ученики также добиваются по украинскому языку и литературе[15].
- Филиал библиотеки. Адрес: ул. Ленина, 40.

## Достопримечательности
В километре к северо-востоку от Данило-Ивановки сохранилась старая мощённая дорога Мелитополь-Акимовка, по которой проходил путь из Москвы в Крым, пока в 800 метрах к северо-востоку от неё не была проложена новая автомагистраль.
Между старой дорогой и рекой Тащенак находится старый сад шелковицы.
В 2011 году в селе был заложен новый парк.